# Harry Liversedge
Harry Liversedge, född 21 september 1894 i Volcano i Kalifornien, död 25 november 1951 i Bethesda i Maryland, var en amerikansk friidrottare.
Liversedge blev olympisk bronsmedaljör i kulstötning vid sommarspelen 1920 i Antwerpen.